# Сант'Антонио ди Галура
Сант'Анто̀нио ди Галу̀ра (на италиански: Sant'Antonio di Gallura; на сардински: Sant'Antòni de Calanzànos, Сант'Антони де Каланцанос, на местен диалект Sant'Antòni, Сант'Антони) е село и община в Южна Италия, провинция Сасари, автономен регион и остров Сардиния. Разположено е на 354 m надморска височина. Населението на общината е 1692 души (към 2010 г.).